# Marele Premiu al Pacificului
Marele Premiu al Pacificului (în japoneză パシフィックグランプリ) a fost o etapă a Campionatului Mondial de Formula 1 de două ori la mijlocul anilor 1990 și un eveniment non-campionat în anii 1960. Evenimentele non-campionat au avut loc la Laguna Seca, în Statele Unite, din 1960 până în 1963. Cele două curse de campionat din 1994 și 1995 au avut loc pe circuitul TI Aida (în prezent Circuitul Internațional Okayama), un circuit lent de 3,7 kilometri în zona rurală din Aida, Japonia, sub titlul Marele Premiu al Pacificului, deoarece titlul de „Marele Premiu al Japoniei” era deținut de o cursă desfășurată pe circuitul Suzuka, situat tot în Japonia.

## Istoric
La cursa inaugurală din 1994, Michael Schumacher a obținut o victorie ușoară după ce Ayrton Senna a fost implicat într-un accident în primul viraj cu Mika Häkkinen și Nicola Larini. Schumacher l-a depășit pe Senna în primul viraj și nu a mai fost niciodată amenințat la conducere din acel moment. Schumacher l-ar fi putut depăși pe al doilea clasat, Gerhard Berger, în ultima treime a cursei, dar a ales să nu o facă. Cel mai rapid tur a fost stabilit în turul 3. Cursa s-a remarcat prin faptul că echipa Jordan și Rubens Barrichello au urcat pentru prima dată pe podium în F1, ocupând locul trei. Ediția din 1995 a avut parte de mai multe evenimente, fiind o bătălie strânsă pe tot parcursul cursei. În urma cutremurului de la Kobe din 1995, Marele Premiu al Pacificului a fost mutat de la începutul sezonului la sfârșitul acestuia. Cursa a culminat cu o victorie tactică a lui Michael Schumacher, care și-a asigurat al doilea titlu de campion mondial, devenind astfel cel mai tânăr dublu campion mondial la acea vreme (depășit ulterior de Fernando Alonso și Sebastian Vettel).
Această cursă a făcut ca Japonia să fie una dintre cele nouă țări (celelalte fiind Regatul Unit, Spania, Germania, Italia, Franța, Statele Unite și, ca urmare a schimbării de urgență a calendarului pentru sezonul 2020 din cauza pandemiei de COVID-19, Austria și Bahrain) care au găzduit cel puțin două Mari Premii în același an. Evenimentul a fost întrerupt în primul rând din cauza amplasării circuitului TI într-o zonă izolată din Japonia; o critică similară a împiedicat planurile și pentru Autopolis (sub numele de „Marele Premiu al Asiei”) de a găzdui o a doua cursă japoneză în 1993. O încercare propusă de a continua numele evenimentului cu o cursă pe Circuitul Internațional Sentul din Indonezia a fost luată în considerare pentru 1996 (cu data programată pentru 13 octombrie), dar a fost anulată deoarece virajele au fost considerate prea strânse și nepotrivite pentru Formula 1.
Odată cu anunțul precum că Marele Premiu al Japoniei se va muta de pe circuitul Suzuka pe circuitul Fuji începând din 2007, a existat o speculație în presă că Suzuka ar putea fi păstrat în calendar sub titlul de Marele Premiu al Pacificului. Cu toate acestea, a fost anunțat ulterior că Marele Premiu al Japoniei va alterna între Fuji și Suzuka începând din 2009, însă decizia a fost anulată deoarece Toyota, actualul proprietar al circuitului Fuji, a renunțat la alte curse de Formula 1 la Fuji, după ce s-a retras din F1 la sfârșitul anului 2009.

## Edițiile Marelui Premiu al Pacificului (Formula 1)
Sunt incluse doar edițiile ce au făcut parte din calendarul Campionatului Mondial de Formula 1. Toate edițiile au avut loc pe circuitul TI.
| An     | Pole position   | Cel mai rapid tur  | Pilotul câștigător | Constructorul câștigător |
| ------ | --------------- | ------------------ | ------------------ | ------------------------ |
| 1994   | Ayrton Senna    | Michael Schumacher | Michael Schumacher | Benetton-Ford            |
| 1995   | David Coulthard | Michael Schumacher | Michael Schumacher | Benetton-Renault         |
| Surse: |                 |                    |                    |                          |

### Statistici

#### Multipli câștigători
| Victorii | Pilot              | Ani        |
| -------- | ------------------ | ---------- |
| 2        | Michael Schumacher | 1994, 1995 |

| Victorii | Constructor | Ani        |
| -------- | ----------- | ---------- |
| 2        | Benetton    | 1994, 1995 |

### Multipli deținători de cel mai rapid tur
| CMRT | Pilot              | Ani        |
| ---- | ------------------ | ---------- |
| 2    | Michael Schumacher | 1994, 1995 |

## Câștigătorii Marelui Premiu al Pacificului (Non-Formula 1)

Configurația de la Laguna Seca în momentul în care evenimentul a avut loc acolo ca eveniment non-campionat.

Câștigătorii edițiilor care nu au făcut parte din Campionatul Mondial de Formula 1.
| An   | Pilot          | Mașină               | Locație     |
| ---- | -------------- | -------------------- | ----------- |
| 1960 | Stirling Moss  | Lotus-Climax         | Laguna Seca |
| 1961 | Stirling Moss  | Lotus-Climax         | Laguna Seca |
| 1962 | Roger Penske   | Zerex Special–Climax | Laguna Seca |
| 1963 | Dave MacDonald | Cooper-Ford          | Laguna Seca |